# Cougar (relatie)

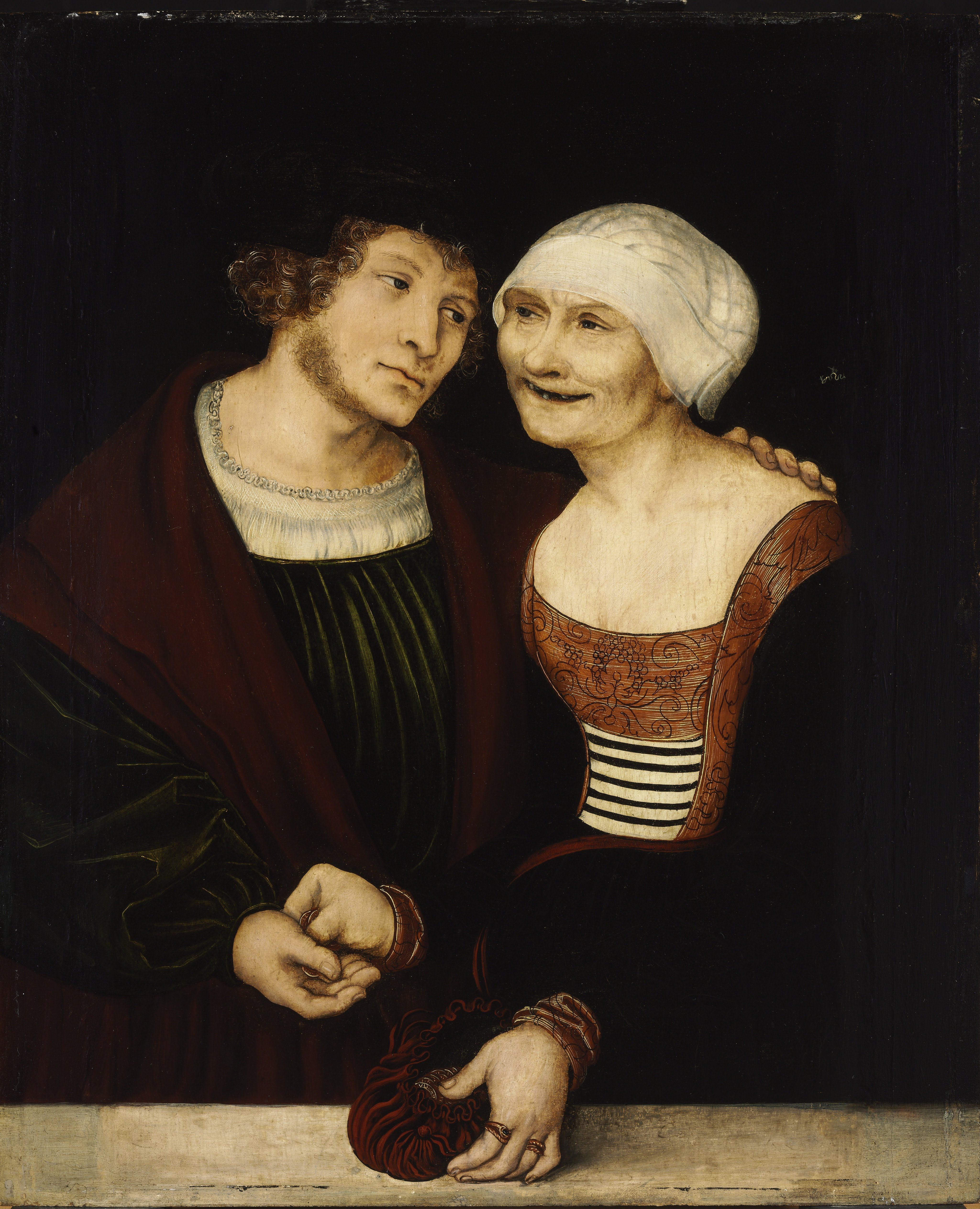
Het ongelijke paar, Lucas Cranach de Oude, Szépművészeti Múzeum, Boedapest

Een cougar is een veelal aantrekkelijke (al dan niet economisch onafhankelijke) oudere vrouw, die een (seksuele) relatie met een veel jongere man op het oog heeft. De jongere man wordt soms een toy boy genoemd, waarmee wordt aangeduid dat de oudere vrouw in de relatie tevens de dominante partner is en de jonge man zich dit laat aanleunen, hetzij uit economische motieven, hetzij omdat hij zich als onervaren jonge man seksueel aangetrokken voelt tot de ervaren oudere vrouw.
Het begrip cougar is afkomstig van de jagende poema. De benaming ontstond in Vancouver waar het als denigrerende benaming werd gebruikt voor oudere vrouwen die naar een café gingen om naar huis te gaan met om het even welke man die aan het einde van de nacht nog rondhing in het café.
Bekende vrouwen met een veel jongere man zijn van alle tijden. Vrouwen met een veel jongere man waren of zijn onder meer koningin Ethelreda, Eleonora van Aquitanië, Josephine Baker, Lucille Ball, Sarah Bernhardt, Caroline Alice Elgar, Agatha Christie, Anne Hathaway, vrouw van Shakespeare, Édith Piaf, George Sand, Bertha von Suttner, Margo Scharten-Antink, Fanny Stevenson, Madonna, Bo, Heleen van Royen, Patricia Paay, Tina Turner, Brigitte Macron en de Nederlandse zangeres Anouk.
Het is het thema van de film The Graduate uit 1967 met Dustin Hoffman en Anne Bancroft.
Opmerkelijk is dat oudere beroemde vrouwen met een jongere man in de minderheid zijn t.o.v. jongere beroemde mannen met een oudere vrouw. Dit geeft steun aan de veronderstelling dat veel mensen, zowel mannen als vrouwen, de voorkeur zouden geven aan een aantrekkelijke jongere partner, maar dat vrouwen zich deze smaak alleen zouden kunnen veroorloven als ze beroemd en daardoor financieel onafhankelijk zijn. Daarentegen zijn ook de oudere mannen met een jongere partner vaak financieel bemiddeld dan wel beroemd.
Een jongere man kan zich aangetrokken voelen tot een oudere vrouw omdat zij met haar seksuele ervaring gemakkelijker aansluit op zijn seksuele energie. Voor de cougar zelf zou het besef dat zij voor een man begeerlijk blijft, haar jong houden - althans zo wordt vaak gedacht. In een Zweeds onderzoek in 2011 werd bij twee miljoen Deense stelletjes deze veronderstelling echter aangevochten: zowel vrouwen als mannen zouden in dit soort relaties juist sneller oud worden en zelfs sneller doodgaan (AD 06-08-2011: “Man met groen blaadje wordt ouder”).